# 1868 en mathématiques
Cet article présente les faits marquants de l'année 1868 en mathématiques.

## Naissances
- 17 janvier : Louis Couturat (mort en 1914), philosophe, logicien et mathématicien français.
- 15 mars : Grace Chisholm Young (morte en 1944), mathématicienne anglaise.
- 17 mars : René de Saussure (mort en 1943), mathématicien suisse.
- 4 avril : Philippa Fawcett (morte en 1948), mathématicienne britannique.
- 6 avril : Léopold Leau (mort en 1943), mathématicien et linguiste français.
- 14 avril : Annie Scott Dill Maunder (morte en 1947), astronome et mathématicienne nord-irlandaise.
- 19 avril : Franz Breisig (mort en 1934), mathématicien allemand.
- 28 avril : Gueorgui Voronoï (mort en 1908), mathématicien russe.
- 14 juin : Karel Petr (mort en 1950), mathématicien tchèque.
- 14 octobre : Alessandro Padoa (mort en 1937), mathématicien et logicien italien.
- 8 novembre : Felix Hausdorff (mort en 1942), mathématicien allemand.
- 24 décembre : Emanuel Lasker (mort en 1941), joueur d'échecs et de bridge et mathématicien allemand.

## Décès

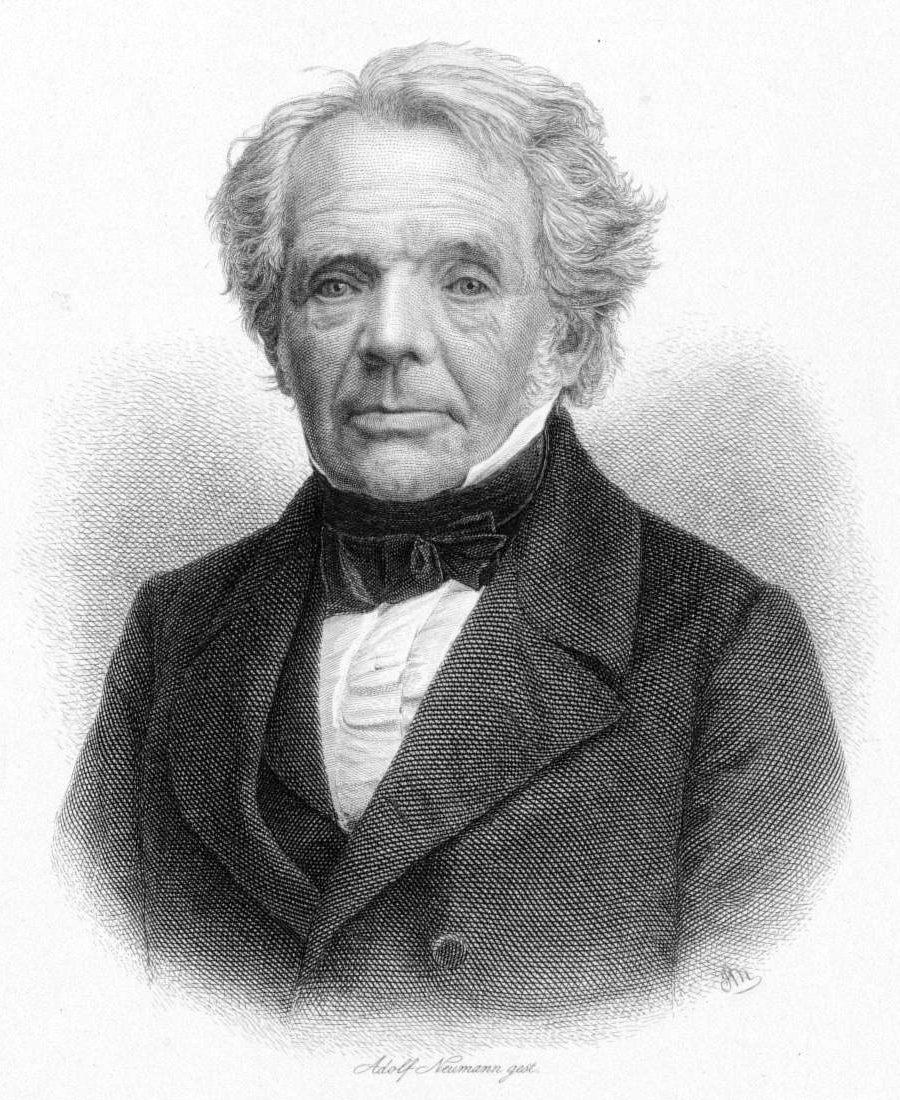
August Ferdinand Möbius

- 16 janvier : Theodor Schönemann (né en 1812), mathématicien allemand.
- 22 mai : Julius Plücker (né en 1801), mathématicien et physicien allemand.
- 26 septembre : August Ferdinand Möbius (né en 1790), mathématicien et astronome allemand.
- 26 novembre : Alexandre-Joseph-Hidulphe Vincent (né en 1797), mathématicien français.